# Liste des îles des Tuvalu

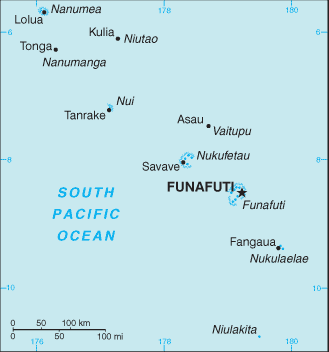
Carte de l'archipel des Tuvalu

Les îles des Tuvalu se répartissent en six atolls et trois îles isolées formant l'archipel des Tuvalu qui constitue un État indépendant d'Océanie.

## Liste des atolls et îles principales
| Nom        | Type géologique | Nombre d'îles et d'ilots | Île(s) principale(s)            | Superficie (km²) | Population (recensement 2002) | Localité la plus importante                 | Particularité                                                         |
| ---------- | --------------- | ------------------------ | ------------------------------- | ---------------- | ----------------------------- | ------------------------------------------- | --------------------------------------------------------------------- |
| Funafuti   | Atoll           | 33                       | Fongafale                       | 2,79             | 4 492                         | Fongafale                                   | Capitale des Tuvalu                                                   |
| Nanumaga   | île             | 1                        | Nanumaga                        | 2,78             | 589                           | Toga                                        | Village unique                                                        |
| Nanumea    | Atoll           | 5                        | Nanumea, Lakina                 | 3,87             | 664                           | Lolua                                       | Atoll le plus septentrional des Tuvalu                                |
| Niulakita  | Atoll           | 1                        | Niulakita                       | 0,42             | 33                            | village de Niulakita (sans autre nom connu) | Point le plus élevé des Tuvalu et atoll le plus méridional des Tuvalu |
| Niutao     | île             | 1                        | Niutao                          | 2,53             | 663                           | Kulia                                       | Une partie de la population a émigré sur Niulakita                    |
| Nui        | Atoll           | 21                       | Fenua Tapu, Meang               | 2,83             | 548                           | Tanrake                                     |                                                                       |
| Nukufetau  | Atoll           | 33                       | Motulalo, Savave, Fale, Lafanga | 2,99             | 586                           | village de Savave (sans autre nom connu)    |                                                                       |
| Nukulaelae | Atoll           | 19                       | Fangaua, Tumiloto, Niuoko       | 1,82             | 393                           | Pepesala                                    | Atoll le plus oriental des Tuvalu                                     |
| Vaitupu    | Atoll           | 9                        | Vaitupu                         | 5,60             | 1 591                         | Asau                                        | Deuxième atoll le plus peuplé                                         |

## Liste des îlots et motus
| Nom                         | Atoll      | Superficie (km2) | Population (2002) |
| --------------------------- | ---------- | ---------------- | ----------------- |
| Amatuku                     | Funafuti   |                  | 52                |
| Asia                        | Nukulaelae |                  | 0                 |
| Aula                        | Nukulaelae |                  | 0                 |
| Avalau                      | Funafuti   |                  | 0                 |
| Faiava Lasi                 | Nukufetau  |                  | 0                 |
| Falaoigo                    | Funafuti   |                  | 0                 |
| Fale                        | Nukufetau  |                  | 0                 |
| Fale Fatu                   | Funafuti   |                  | 0                 |
| Fangaua                     | Nukulaelae |                  | 393               |
| Fatato                      | Funafuti   |                  | 0                 |
| Fenua Tapu                  | Nui        |                  | 548               |
| Fenualago                   | Nukulaelae |                  | 0                 |
| Fetuatasi                   | Nukulaelae |                  | 0                 |
| Fongafale                   | Funafuti   |                  | 4 418             |
| Fuafatu                     | Funafuti   |                  | 0                 |
| Fuagea                      | Funafuti   |                  | 0                 |
| Fualefeke                   | Funafuti   |                  | 0                 |
| Fualopa                     | Funafuti   |                  | 0                 |
| Funafala                    | Funafuti   |                  | 22                |
| Funamanu                    | Funafuti   |                  | 0                 |
| Funaota                     | Nukufetau  |                  | 0                 |
| Kalilaia                    | Nukulaelae |                  | 0                 |
| Kavutu                      | Nukulaelae |                  | 0                 |
| Kongo Loto Lafanga          | Nukufetau  |                  | 0                 |
| Lafanga                     | Nukufetau  |                  | 0                 |
| Lakena                      | Nanumea    |                  |                   |
| Lefogaki                    | Nanumea    |                  | 0                 |
| Luamotu                     | Funafuti   |                  | 0                 |
| Luasamotu                   | Vaitupu    |                  | 0                 |
| Matanukulaelae              | Nukufetau  |                  | 0                 |
| Mateika                     | Funafuti   |                  | 0                 |
| Meang                       | Nui        |                  | 0                 |
| Moliteatua                  | Nukulaelae |                  | 0                 |
| Mosana                      | Vaitupu    |                  | 0                 |
| Motala                      | Nukulaelae |                  | 0                 |
| Motualama                   | Nukulaelae |                  | 0                 |
| Motufetau                   | Nukufetau  |                  | 0                 |
| Motugie                     | Funafuti   |                  | 0                 |
| Motukatuli                  | Nukulaelae |                  | 0                 |
| Motukatuli Foliki           | Nukulaelae |                  | 0                 |
| Motulalo                    | Nukufetau  |                  | 0                 |
| Motuloa                     | Funafuti   |                  | 0                 |
| Motuloa (Nord de Nukufetau) | Nukufetau  |                  | 0                 |
| Motuloa (Sud de Nukufetau)  | Nukufetau  |                  | 0                 |
| Motumua                     | Nukufetau  |                  | 0                 |
| Motupuakaka                 | Nui        |                  | 0                 |
| Motutanifa                  | Vaitupu    |                  | 0                 |
| Mulitefala                  | Funafuti   |                  | 0                 |
| Niualuka                    | Nukufetau  |                  | 0                 |
| Niuatui                     | Nukufetau  |                  | 0                 |
| Niuoko                      | Nukulaelae |                  | 0                 |
| Nukusavalevale              | Funafuti   |                  | 0                 |
| Oua                         | Nukufetau  |                  | 0                 |
| Pakantou                    | Nui        |                  | 0                 |
| Papa Elise                  | Funafuti   |                  | 0                 |
| Piliaieve                   | Nui        |                  | 0                 |
| Pongalei                    | Nui        |                  | 0                 |
| Pukasavilivili              | Funafuti   |                  | 0                 |
| Sakalua                     | Nukufetau  |                  | 0                 |
| Savave                      | Nukufetau  |                  | 586               |
| Talalolae                   | Nui        |                  | 0                 |
| Tapuaelani                  | Nukulaelae |                  | 0                 |
| Te Afuafou                  | Funafuti   |                  | 0                 |
| Te Afualiku (en)            | Funafuti   |                  | 0                 |
| Te Motu Olepa               | Vaitupu    |                  | 0                 |
| Teafatule                   | Nukufetau  |                  | 0                 |
| Teafatule                   | Nukulaelae |                  | 0                 |
| Teafuafatu                  | Nukulaelae |                  | 0                 |
| Teafuaniua                  | Nukufetau  |                  | 0                 |
| Teafuanonu                  | Nukufetau  |                  | 0                 |
| Teafuone                    | Nukufetau  |                  | 0                 |
| Teatua a Taepoa             | Nanumea    |                  | 0                 |
| Tefala                      | Funafuti   |                  | 0                 |
| Telele                      | Funafuti   |                  | 0                 |
| Temotu                      | Vaitupu    |                  | 0                 |
| Temotufoliki                | Nanumea    |                  | 0                 |
| Temotuloto                  | Nukufetau  |                  | 0                 |
| Temotuloto                  | Nukulaelae |                  | 0                 |
| Temotutafa                  | Nukulaelae |                  | 0                 |
| Tengasu                     | Funafuti   |                  | 0                 |
| Tepuka                      | Funafuti   |                  | 0                 |
| Tepuka Vili Vili            | Funafuti   |                  | 0                 |
| Tofia                       | Vaitupu    |                  | 0                 |
| Tokinivae                   | Nui        |                  | 0                 |
| Tumiloto                    | Nukulaelae |                  | 0                 |
| Tutanga                     | Funafuti   |                  | 0                 |
| Unimai                      | Nui        |                  | 0                 |
| Vasafua                     | Funafuti   |                  | 0                 |